# Lenz (Priestewitz)

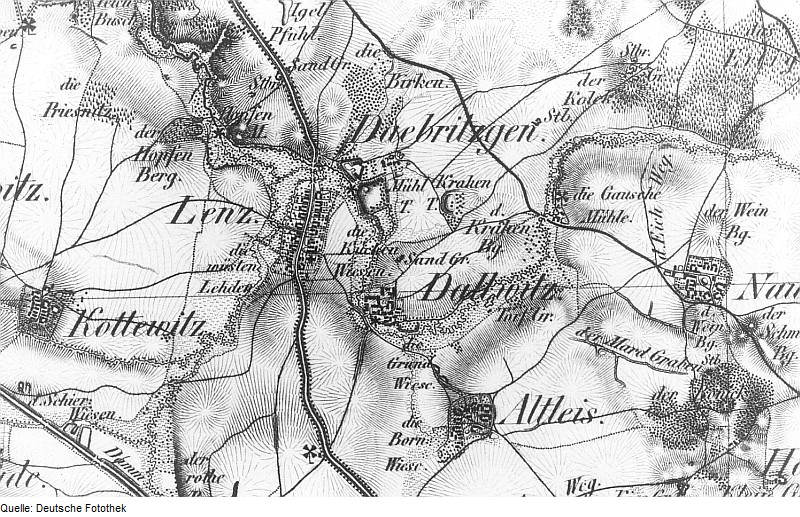
Lenz auf einer aus dem Jahre 1841 stammenden Landkarte

Lenz ist ein Ortsteil der Gemeinde Priestewitz im Landkreis Meißen in Sachsen.

## Geografie und Verkehrsanbindung
Der Ort liegt knapp drei Kilometer östlich des Kernortes Priestewitz an der Staatsstraße S81. Westlich verläuft die B 101.
Am nördlichen Ortsrand fließt der Hopfenbach, ein Zufluss der Großen Röder. Westlich verläuft der Bierlichtbach, ein Zufluss des Hopfenbaches.
Zwei Buslinien verbinden Lenz unter anderem mit Großenhain, Priestewitz und Moritzburg.

## Geschichte

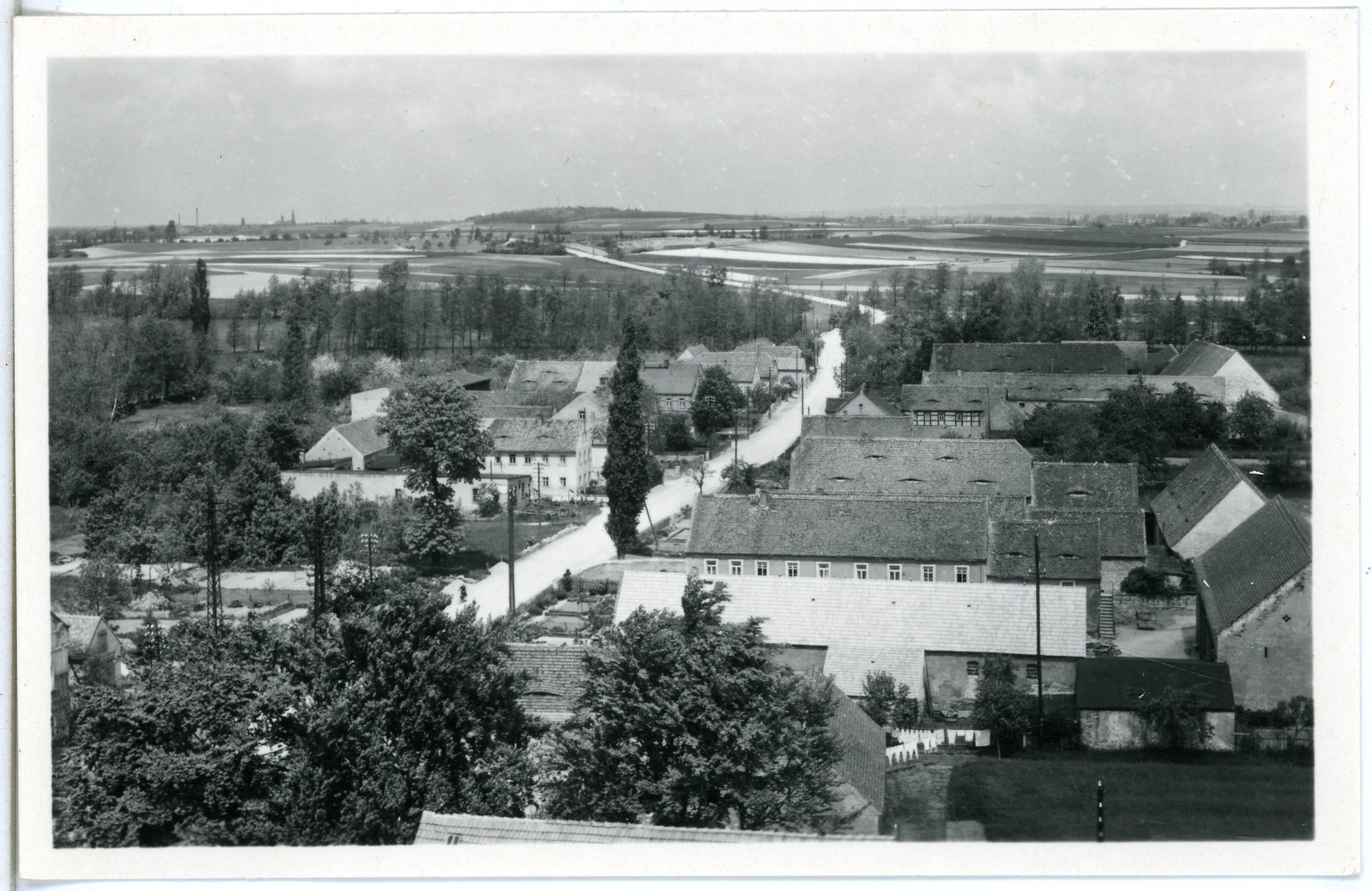
Blick auf die Ortslage von Lenz auf einer Ansichtskarte des Meißner Kunstverlags Brück & Sohn (1955).

Erste Spuren menschlicher Besiedlung gibt es in Lenz bereits aus der Jungsteinzeit. Bei Lenz handelt es sich ursprünglich wohl um ein Straßenangerdorf mit Gewanneflur. Urkundlich erstmals erwähnt wurde der Ort dann schließlich im Jahre 1318 als Theodericus de Lenz. Der Ortsname wird als „Siedlung bei der Flachs angebaut wird“ gedeutet. Weitere Formen des Ortsnamens waren im Laufe der Zeit: Lentz (1320), Lyncz (1350), Lencz (1378), Lyncz (1378), das dorff den Lenncz (1496) und Lens (1540).
Im Laufe der Jahrhunderte gab es einige Besitzerwechsel. Im Jahre 1378 war der Ort, dessen Größe um 1406 mit 18 Hufen angegeben wurde, der Burg Hayn zugehörig, im Jahre 1547 zur Stadt Hayn und wohl ab etwa 1551 dem Rittergut in Döbritzchen. Um 1840 zählte der Ort 179 Einwohner. Zum Dorf gehörten zu dieser Zeit eine erst im Vorjahr eingerichtete Schmiede, ein Gasthof mit Brennerei im Oberdorf sowie eine Hopfenmühle.
Seit dem 1. Januar 1999 gehört Lenz zur Gemeinde Priestewitz.

## Kultur und Sehenswürdigkeiten
In der örtlichen Denkmalliste sind mehrere historische Denkmäler und Gebäude verzeichnet. Unter Denkmalschutz steht hier unter anderem die barocke Dorfkirche Lenz in der Ortsmitte, deren Entstehung auf die Jahre 1700 bis 1710 datiert wird. In ihrem Inneren sind unter anderem ein Altar und eine Kanzel sowie eine Sandsteintaufe aus der Zeit um 1600 zu finden. Die Orgel der Kirche wurde im Jahre 1856 vom Dresdner Orgelbaumeister Karl Eduard Jehmlich geschaffen.
Weiters gelten im Ort das im Jahre 1665 errichtete Pfarrhaus, die im 19. Jahrhundert entstandene Eisenbahnbrücke der Eisenbahnstrecke Berlin–Dresden, zwei Wohnstallhäuser aus der ersten Hälfte des 20. Jahrhunderts und ein historischer Wegestein als Baudenkmäler.
Zu den aktiven Vereinen im Ort zählt die 1942 begründete Ortsgruppe der Freiwilligen Feuerwehr.

Dorfkirche Lenz
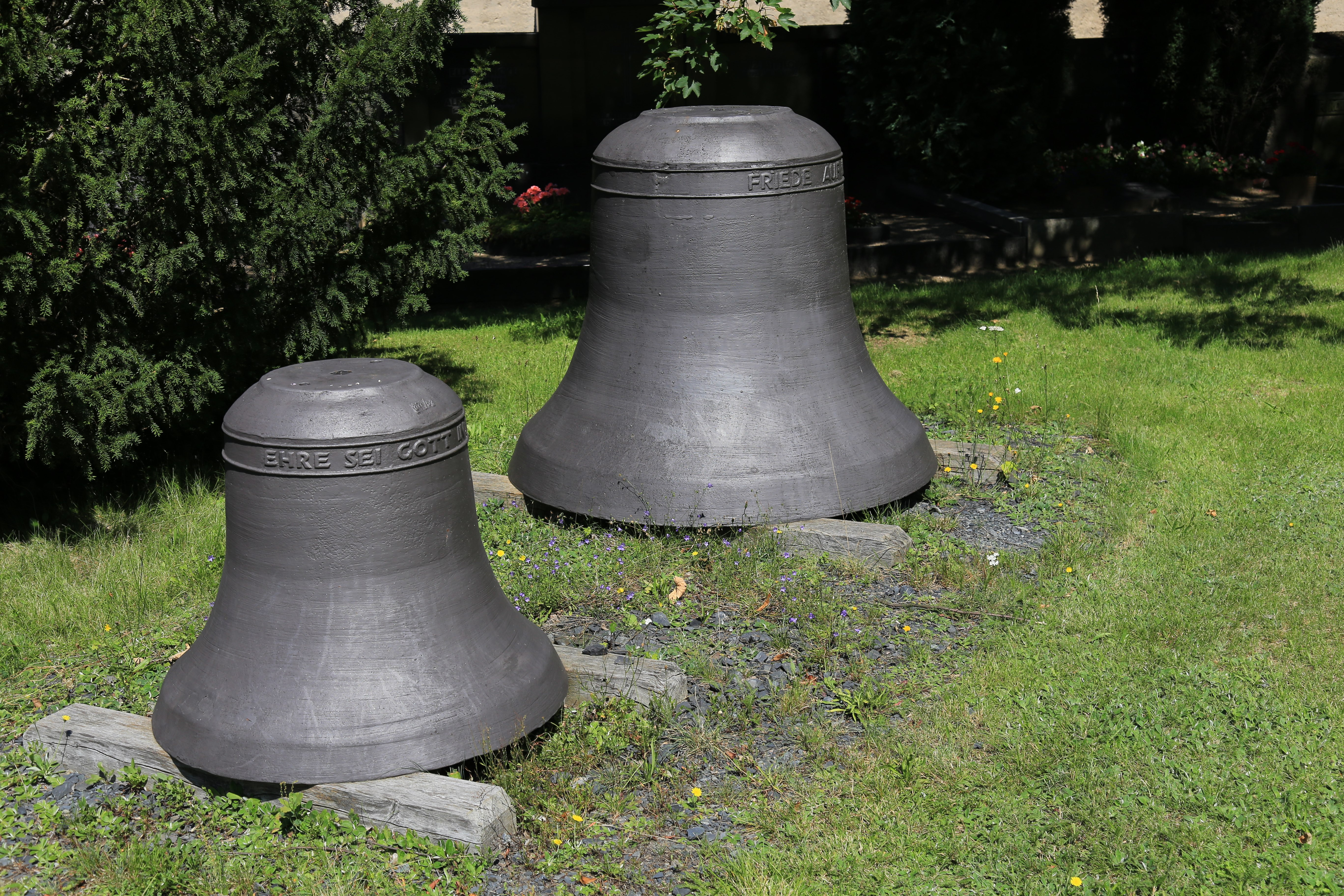
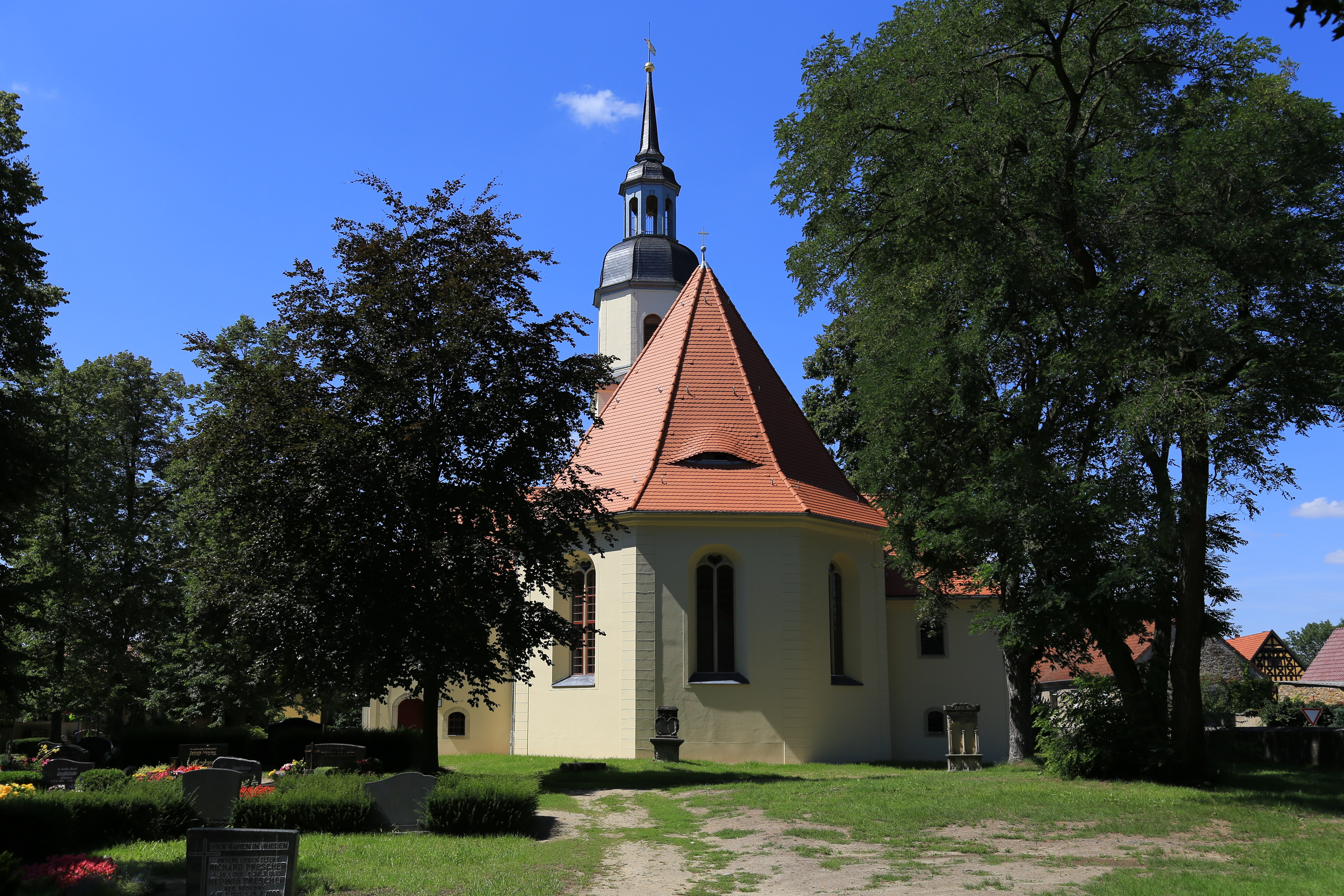
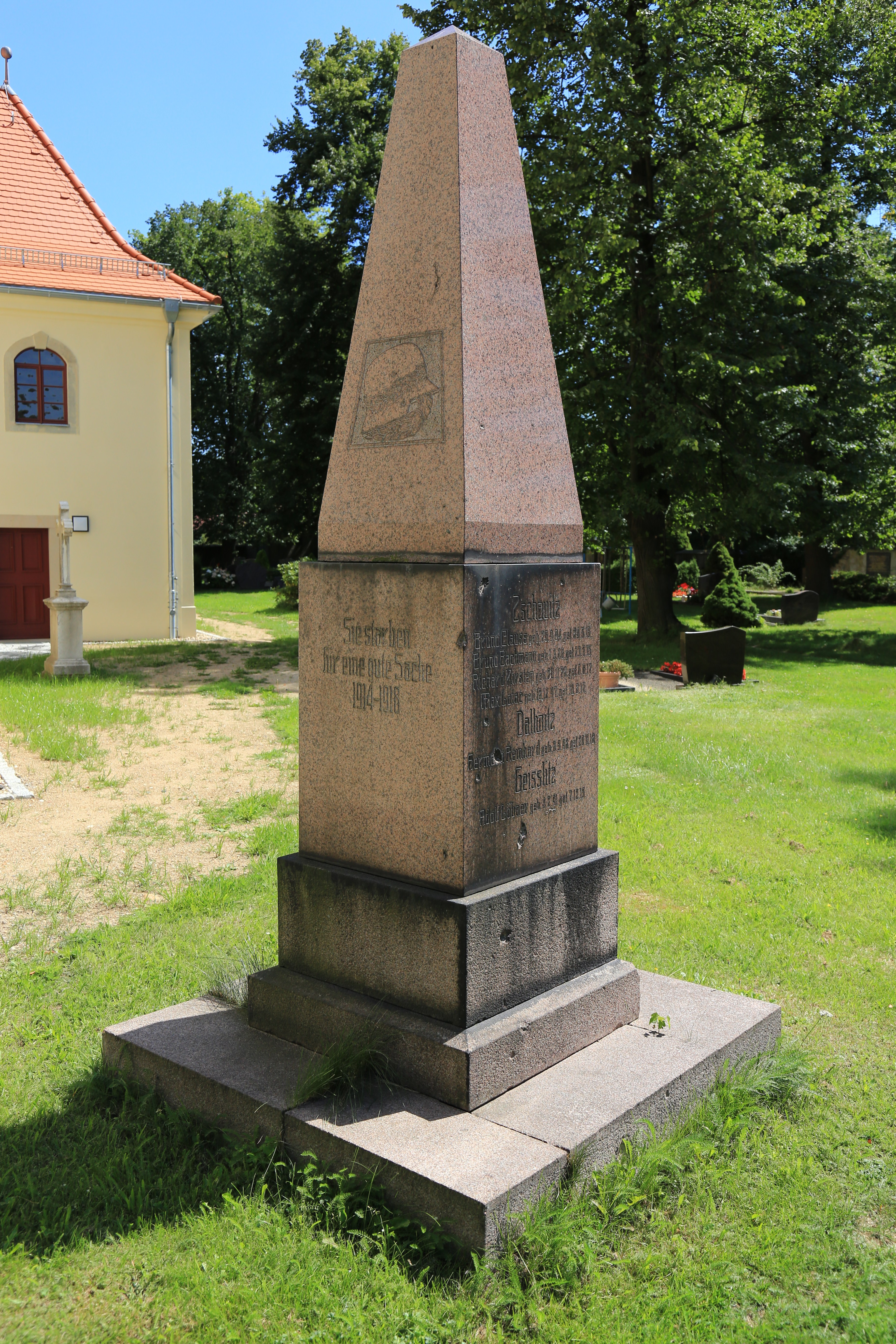